# یوون امووگو
یوون لاندری امووگو انگانوما (فرانسوی: Yvon Landry Mvogo Nganoma‎؛ زادهٔ ۶ ژوئن ۱۹۹۴) بازیکن فوتبال اهل سوئیس است.
از باشگاه‌هایی که در آن بازی کرده‌است می‌توان به یانگ بویز برن و لایپزیگ اشاره کرد.

## عملکرد باشگاهی
امووگو در یائونده، کامرون به دنیا آمد. او اولین بازی حرفه ای خود را در ۱۷ اوت ۲۰۱۳ در جام سوئیس مقابل ویایر انجام داد. او یک بازی کامل را در یک پیروزی ۰–۸ به سود خارج از خانه انجام داد. او پیراهن شماره ۱۸ را می‌پوشد. قرارداد وی در ژوئن ۲۰۱۸ منقضی می‌شد.
در آوریل ۲۰۱۷، مشخص شد که امووگو پس از امضای قرارداد چهار ساله با باشگاه آلمانی، در تاریخ ۱ ژوئیه ۲۰۱۷ به بوندسلیگا پیوست و بازیکن آینده لایپزیگ برای لیگ قهرمانان شد.

## عملکرد بین‌المللی
امووگو اولین دعوت خود را به اردوی بزرگسالان سوئیس برای انتخابی یورو ۲۰۱۶ مقابل لیتوانی در ژوئن ۲۰۱۵ دریافت کرد. وی برای حضور در جام جهانی فیفا ۲۰۱۸ در ترکیب ۲۳ نفره تیم ملی فوتبال سوئیس قرار گرفت. او اولین حضور خود در تیم ملی را در ۱۵ اکتبر ۲۰۱۸ مقابل ایسلند برای بازی گروهی لیگ ملتهای یوفا ۲۰۱۸–۱۹ انجام داد.